# تفجير الميدان في يناير 2012
في السادس من يناير 2012، انفجرت قنبلة في منطقة الميدان في العاصمة السورية دمشق. وفقا لبيان وزارة الداخلية السورية فقد هاجمَ انتحاري تابع لجيهة النصرة (فرع تنظيم القاعدة في سورية) حافلات أمنية بشرطة مكافحة الشغب قبل أن تبدأ الاحتجاجات ضد الحكومة السورية. بلغت حصيلة الهجوم مقتل 26 شخصًا وإصابة أكثر من 60 آخرين. مُعظم الضحايا هم من المدنيين، على الرغم من أن وزارة الداخلية السورية عرضت لقطات لجنازة 11 ضابط بالشرطة قتلوا في الهجوم الانتحاري.
كان هذا ثاني تفجير من نوعه منذ بداية الثورة الشعبيّة ضد النظام السوري في أوائل عام 2011. قبل أسبوعين، أدى هجوم مزدوج بسيارة مفخخة في العاصمة السورية دمشق إلى مقتل 44 شخصًا. ألقت وزارة الداخلية السورية حينَها باللوم في هذا الهجوم وهجوم السادس من يناير على تنظيم القاعدة. لكن المعارضة السورية اتهمت الحكومة السورية بتنظيم الهجمات الانتحارية لتبرير قمعها للانتفاضة الشعبية ضد نظام البعث. في وقت لاحق، أعلنت جبهة النصرة لأهل الشام التي تم تشكيلها حديثا مسؤوليتها من خلال شريط فيديو تمّ تداولهُ على الإنترنت.

## الخلفية
حصلَ الهجوم الانتحاري بالتزامنِ معَ وجود مراقبينَ منَ الجامعة العربية في سوريا لمعرفة مدى التزام الحكومة السوريّة بمطالبِ الجامعة العربية الداعية إلى إنهاء العنف ضد المتطاهرين. قبل أسبوعين من ذلك؛ حصلَ تفجيرٌ مزدوج بسيارة مفخخة في العاصمة السورية دمشق تسبب في مقتل 44 شخصًا وحملت الحكومة حينها الإسلاميين المسلحين التابعين لتنظيم القاعدة السبب.

## التفجير
صدرت معظم المعلومات الأولية حول الهجوم الانتحاري من وزارة الداخلية السورية ووسائل الإعلام السورية الحكومية التي ذكرت أنه في حوالي الساعة 10:55، فجّر انتحاري حزامًا ناسفًا بجوار ثلاث حافلات تقل قوات مكافحة الشغب. حينها ذكرَ ضابط بالشرطة السورية أنه رأى رجلا يحمل حقيبة سوداء ماشيًا على الأقدام باتجاه الحافلة ثم قام بعد ذلك مباشرة بعمليّة التفجير. انفجرت القنبلة قُربَ الحافلات التي كانت متوقفة خارج مركز للشرطة بالقرب من مدرسة ابتدائية ومسجد مما تسبب في تحطيم النوافذ وتدمير عدة سيارات للشرطة السورية. وفقًا لوسائل الاعلام الرسمية السورية فإنّ القنبلة كانت تحوي 10 كيلوغرامات من المواد الشديدة الانفجار.
ذكرت الوكالة العربية السورية للأنباء (سانا) مقتل ما لا يقل عن 26 شخصًا –بما في ذلك 15 لم يُتمكن من تحديد هوياتهم– وإصابة 63 آخرين بجروح. ذكرت الوكالة أيضًا إن معظم الضحايا كانوا من المدنيين إلا أن هناك أفراد أمنٍ من بين القتلى. لا تزال الرواية الرسمية مجهولة لكنّ سانا تزعمُ أن المهاجم قد تعمّد تركَ القنبلة ساعات في موقع الهجوم. في السياق ذاته؛ وفي تصرف اعتُبر غريبًا نوعًا ما سمحت الحكومة السورية للصحفيين بتصوير مكان الحادث وما خلّفهُ الانفجار. أظهرت القنوات التلفزيونية المملوكة للحكومة السورية أشرطة فيديو تُبرزُ مخلفات الحافلة وبعض بُقعِ الدم جنبًا إلى جنب مع خودات الشرطة على المقاعد. صرّح وزير الداخلية السوري اللواء محمد الشعار قائلا: «إن الانتحاري فجر نفسه بهدف قتل أكبر عدد من الناس.»

### ما بعد الهجوم
وصلَ مئات من المواطنين السوريين الموالين للحكومة السورية في وقت لاحق إلى مكان الحادث وهم يلوحون بعلمِ سوريا وعلم حزب البعث ويرددون هتافات داعمة للرئيس السوري بشار الأسد. وفقًا لصحيفة نيويورك تايمز وحسب ما نقلتهُ عن بعض الشهود العيان فإنهُ وبعدَ حوالي ساعة منَ التفجير؛ قامت قوات الأمن السوري والمسلحين (الشبيحة) بإطلاق النار بشكل عشوائي كما ضربت واعتقلت المواطنين السوريين في الشوارع. على الرغم من إطلاق النار المستمر من قبل قوات الأمن السوري فقد واصلَ المدنيون احتجاجاتهم في العاصمة دمشق وفي أماكن أخرى مما نجم عن ذلك مقتل 14 متظاهرًا سلميًا في ضواحي دمشق في وقت لاحق من ذلك اليوم جنبًا إلى مع مقتل 9 مُتظاهرين في حماة وثمانية في حمص ثم ثلاثة قتلوا في إدلب وواحد في درعا. وكرد على كل هذا؛ ذكرت سانا أن خط أنابيب النفط بين حماة وإدلب قد تم تفجيره من قبل «جماعة إرهابية».

## الجناة
وصفَ وزير الداخلية السوري اللواء محمد الشعار الهجوم الانتحاري بالإرهابي وأكّد في الوقت ذاته على تعميم ما يُعرف بالمودوس أوبيراندي (طريقة العمل) لمراكز الشرطة السورية ثم قال: «كان الهدفُ من الهجوم إيقاع إصابات جماعية ...  عثرنا على بصمات تُشير إلى أنّ تنظيم القاعدة هو الفاعل.» وأكدت وزارة الداخلية السورية أنها ستضرب بقبضة من حديد على ما سمّتهُ «التصعيد الإرهابي». في المُقابل اتهمت جماعات المعارضة السورية الحكومة السورية بشن الهجوم لتشويه صورة الثورة السورية وإعطاء شرعية للعمليات العسكريّة ضدّ المدنيين بحجة «مكافحة الإرهاب بدلا من السعي نحوَ الديمقراطية». نفَى الجيش السوري الحر المناهض للنظام السوري تورطهُ في الهجوم وذلك على لسان المتحدث باسمه الرائد ماهر النعيمي الذي قال: «تُمارس قوات الأمن التابعة لنظام الرئيس بشار الأسد إرهاب الدولة من أجل أهدافٍ محددة.» في حين نشرَ المجلس الوطني السوري المعارض بيانا كانَ هذا نصه: «تفجيرات اليوم جاءت بعدما شهدت المنطقة أكبر مظاهرات مناهضة للحكومة ... يحملُ هذا الهجوم بصمات أصابع النظام.» من جهة أخرى ألقت جماعةُ الإخوان المسلمون باللائمة على الحكومة السورية.
في السابع من كانون الثاني/يناير؛ اتهمَ نشطاء المعارضة الحكومة السورية بعرضِ لقطات تلفزيونية وهمية وقد أشار ناشطون بالتحديد إلى ثلاثة مقاطع مزورة ومحرفة بثها التلفزيون الرسمي السوري. يظهرُ في الأول رجل واحد مصاب بإصابات جلّها خفيفة لكنه يتلّوى من الألم لسبب من الأسباب فيما تبين في الثاني وضع رجل يحملُ ميكروفون –زعمت المعارضة السورية أنه مراسل التلفزيون الرسمي السوري– لمجموعة من أكياس التسوق في الشارع لإعطاء انطباع لدى المشاهد على أن بعض الضحايا كانوا من المدنيين في سوق قريب فيما يظهرُ في الثالث شرطي وهو بصددِ وضع مجموعة من الدروع في الشاحنة المنكوبة.
في نفس يوم التفجير؛ أكّد زعيم المعارضة السورية عمار قريبي أن المخابرات السورية تُخطط لتفجير آخر في حلب من أجل إرهاب الناس كما وضّح حصوله على هذه المعلومات –وصفها بالمؤامرة– من مسؤولين كبار في أجهزة الأمن والمخابرات السورية. في نهاية شباط/فبراير من نفسِ العام أعلنت مجموعة مسلحة تابعة لتنظيم القاعدة تسمى جبهة النصرة مسؤوليتها عن الهجوم ونشرت فيديو على الإنترنت مدته 45 دقيقة يوضح كيفَ قامت بتنفيذه.